# Бервайлер
Бервайлер (нім. Bärweiler) — громада в Німеччині, розташована в землі Рейнланд-Пфальц. Входить до складу району Бад-Кройцнах. Складова частина об'єднання громад Бад-Зобернгайм.
Площа — 6,11 км2. Населення становить 220 ос. (станом на 31 грудня 2020).